# 로저 팬

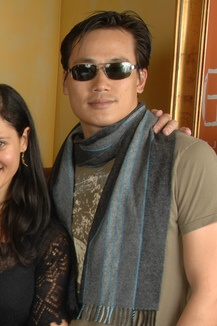

로저 팬(Roger Fan, 1972년 8월 11일 ~ )은 미국의 배우, 텔레비전 배우이다.
볼티모어에서 태어났다.

## 영화
- 어 슈퍼 듀퍼 이그조틱 에로틱 페티쉬 섹시 머스트 시 스토리… 어 트래저디 오브 오리엔탈 프로포션즈 (2010년)
- 트러블 위드 로맨스 (2009년)
- 분노의 질주: 더 오리지널 (2009년)
- 드릴빗 테일러 (2008년)
- 피니싱 더 게임 (2007년)
- 핑 퐁 프라야 (2007년)
- 아나폴리스 (2006년) - 루 역
- 디.이.비.에스. (2004년)
- 붙어야 산다 (2003년)
- 베터 럭 투마로우 (2002년)
- 코르키 로마노 (2002년)
- 블루 헤이븐 (2001년)
- 러시 아워 (1998년)